# Fernando Basombrío
Fernando Basombrío  fue un ingeniero civil y científico argentino, pionero de la Mecánica computacional en Argentina, y lideró la creación del grupo de esa temática en el Centro Atómico Bariloche. Dedicó su vida a la investigación y la docencia, que culminó como profesor Honorario del Instituto Balseiro. 

## Biografía

### Trayectoria Profesional

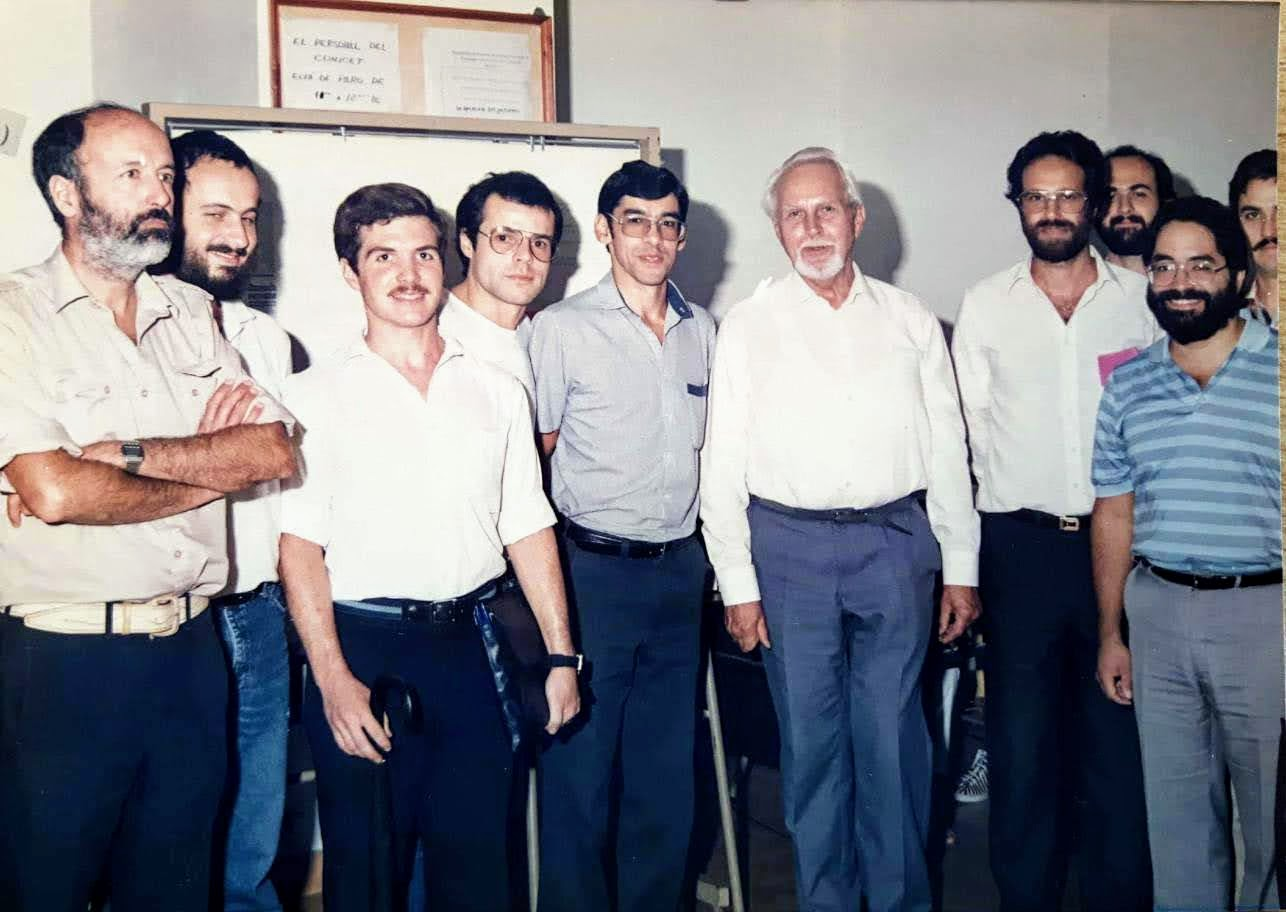
Basombrío en una conferencia dictada por Olgierd Zienkiewicz en Santa Fe, Argentina, 1987

Fernando Basombrío se recibió de Agrimensor en la Facultad de Ingeniería  de la Universidad de Buenos Aires en 1962, y de Ingeniero Civil un año después en la misma casa de estudios. Al egresar se desempeñó como docente en la citada facultad de la UBA (1963-1967; y 1967-1969) y en la Universidad Tecnológica Nacional (1964-1966). Entre 1967 y 1969 realizó una estadía en el Instituto Poincaré de la Universidad de París.
En 1973, se desempeñó como Director Adjunto del Departamento de Matemática en la Facultad de Ciencias Exactas de la UBA. Fue además profesor Adjunto interino con dedicación exclusiva en esa facultad (1970-1974) y trabajó en el Laboratorio Nacional de Hidráulica Aplicada (1974-1975, hoy Instituto Nacional del Agua). Luego comenzó a trabajar en el Centro de Cómputos del Centro Atómico Bariloche de la Comisión Nacional de Energía Atómica (1975-1983), y en el período de 1980-1982 realizó una estadía en el Instituto para la Investigación en Materiales y Física del Sólido (IMF III) del Centro de Investigaciones Nucleares (Kernforschungszentrum Karlsruhe, Alemania).
En 1983, ingresó en el Consejo Nacional de Investigaciones Científicas y Técnicas (CONICET) como Investigador Independiente. Un año después empezó a dar clases en el Instituto Balseiro como Profesor Asociado con dedicación simple hasta 1989, que fue designado Profesor Titular con dedicación simple en el Instituto Balseiro. Años más tarde, en 2001, sería nombrado profesor honorario de la Universidad Nacional de Cuyo.
Al mudarse a San Carlos de Bariloche, en abril de 1975, comienza a contactarse con colegas que tenían interés en desarrollar simulaciones numéricas. En el segundo semestre de ese mismo año se forma un pequeño grupo de profesionales que sería el antecesor del grupo que en la actualidad se llama “Departamento de Mecánica Computacional” (Mecom).
El equipamiento -en ese momento muy apreciado- consistía en una IBM 360/44 con 128 KB de memoria RAM, discos y cinta magnética. Utilizaba tarjetas perforadas. En esos años Mecom estaba conformado además por Gustavo Sánchez Sarmiento, Sergio Pissanetzky y Bibiana Cruz. Más tarde, entre 1983 y 1984 llega el VAX-VMS 11/780 y entre 1983 y 1985 se reorganiza Mecom con la llegada de nuevos colaboradores.

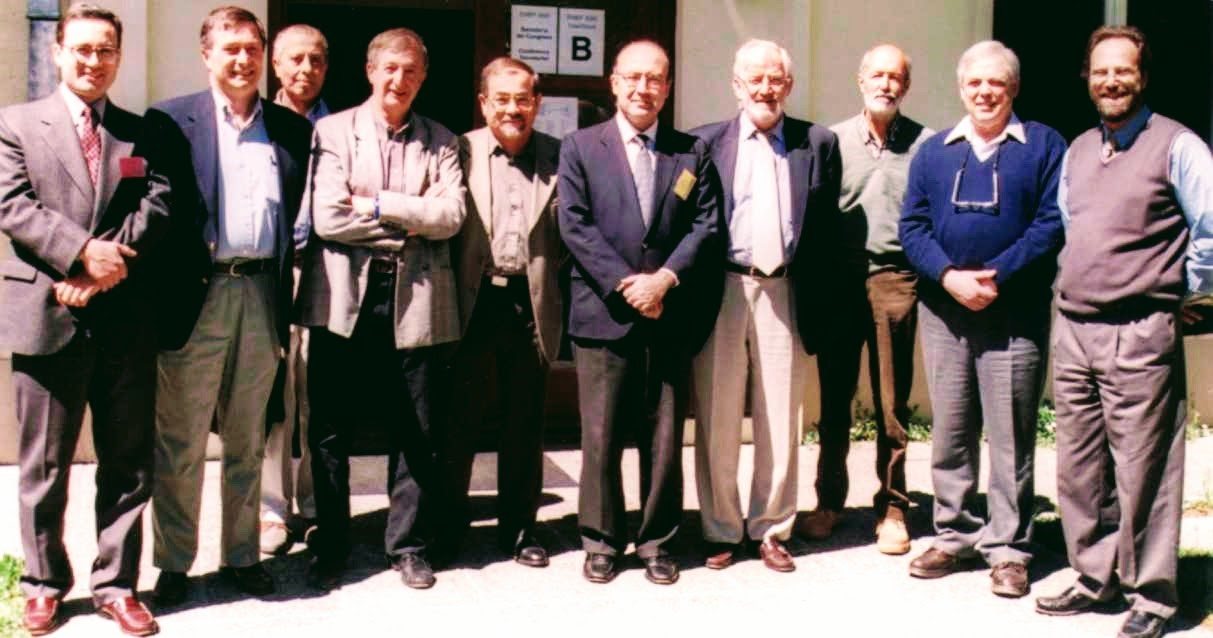
Especialistas en Mecánica Computacional
durante ENIEF 2000. De izq. a derecha: Fernando Quintana, Juan Carlos Heinrich, S. Elghobashi, Guy Bayada, Wagdi Habashi, Eugenio Oñate, Benjamín Suárez, Fernando Basombrío, Carlos Zuppa, Sergio Idelsohn

Hasta la llegada del VAX, la discretización del dominio se hacía a mano, con papel y lápiz. Como desafío en esos momentos se intentaba calcular el estado de tensiones y deformaciones en la zona de contacto del patín del elemento combustible de la Central Nuclear Atucha I. 
Fueron muy valoradas sus clases de Mecánica del Continuo y sus notas que fue perfeccionando con el tiempo y caracterizadas por la rigurosidad matemática y elegancia.
Basombrío se doctoró en Ciencias de la Ingeniería bajo la dirección del Dr. Luis Godoy en la Universidad Nacional de Córdoba en 1993. Desde agosto de 1994, fue miembro electo del Consejo General de la Asociación Internacional de Mecánica Computacional (IACM).
Su principal tema de investigación fue la modelización numérica de flujos no newtonianos.
En 2008, la Asociación Argentina de Mecánica Computacional (AMCA) le otorgó el Premio a la trayectoria docente, profesional y Científica junto al profesor Guillermo Marshall en el Congreso ENIEF realizado en San Luis. Basombrío fue uno de los impulsores de los congresos ENIEF (el primero se realizó en 1983, en Bariloche), que se realizan de forma bianual, intercalados con los congresos MECOM.

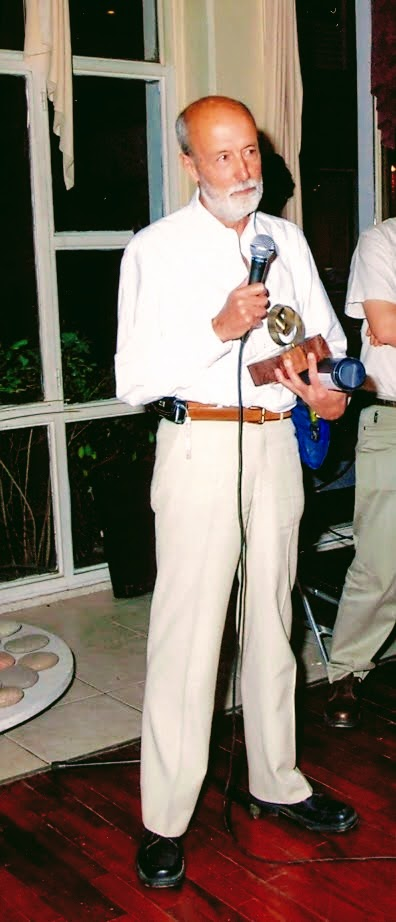
Fernando Basombrío recibiendo el Premio AMCA a la trayectoria docente, profesional y científica 2008

### Vida personal
En 1975, llegó a Bariloche con su esposa, María Lorenza, “Chiqui”, y su hija mayor, Milagros, que tenía entonces un año. En esta ciudad nacerían luego sus hijas Camila y Magdalena y es donde abrazó una de sus grandes pasiones: caminar por las montañas y visitar sus refugios.  Traía de su ciudad natal otro hobby que le fascinaba: el ferromodelismo y los trenes. "Era una persona excepcional. Y Bariloche fue su pasión. Ir al Ñirihuau y ver pasar el tren era algo que disfrutaba muchísimo", cuenta Chiqui.
Amante de la música, quizás influenciado por su madre, cordobesa, que tocaba el piano. Especialmente disfrutaba de la música clásica: Béla Bartók, Vivaldi, Mozart, y otros clásicos como también el folclore y el tango. La literatura, la filosofía y el esquí también eran actividades que lo definían. Su último viaje, junto a Chiqui, fue a Lima para reencontrarse con la familia de parte de su padre, oriundo de Perú. 
Cuatro nietos, de edades desde los 10 a los 22 años, forman parte de su legado como persona. Su esposa también remarca que la naturaleza formó parte de sus aficiones. "Le gustaban mucho los perros y también nuestro jardín, donde había plantado árboles de distintas especies autóctonas. Cuando venían visitas, le gustaba invitarlos a hacer un recorrido para enseñarles el nombre de cada especie de árbol", recuerda Chiqui. 

### Sesión homenaje
En 2014, se realizó durante el XXI Congreso sobre Métodos Numéricos y sus Aplicaciones (ENIEF 2014), un homenaje a Fernando Basombrío. Los organizadores fueron Claudio Padra y Daniela Arnica. En la misma, participaron como expositores Gustavo Sánchez Sarmiento, que relató los inicios del grupo de mecánica computacional (MECOM) con el liderazgo de Fernando Basombrío y Sergio Pissanetzky; Fernando Quintana, que contó su experiencia como discípulo de Basombrío desde principios de los '80 y hasta su retiro; y Juan Carlos Ferreri, que interactuó mucho con Basombrío en su estadía en el Centro Atómico Ezeiza durante los años '90.
En la citada sesión de ENIEF 2014, también participó como expositor Santiago Urquiza, quien pasó por MECOM como alumno a fines de los '80, pero destacó cómo las enseñanzas de Basombrío impactaron en su vida. Victorio Sonzogni, presidente de la AMCA, también presentó un comentario acerca de la actuación fundacional de Fernando en la asociación. Esa reunión quedó grabada y el video está disponible.
| Enief 1985                                                      |
| ENIEF 1985, Basombrío está parado cuarto de derecha a izquierda |

| Enief 2000                                                              |
| Basombrío entrega el premio AMCA a Gustavo Buscaglia durante ENIEF 2000 |

| Basombrío con sus perros              |
| Basombrío con sus perros en Bariloche |